# Anartia chrysopelea

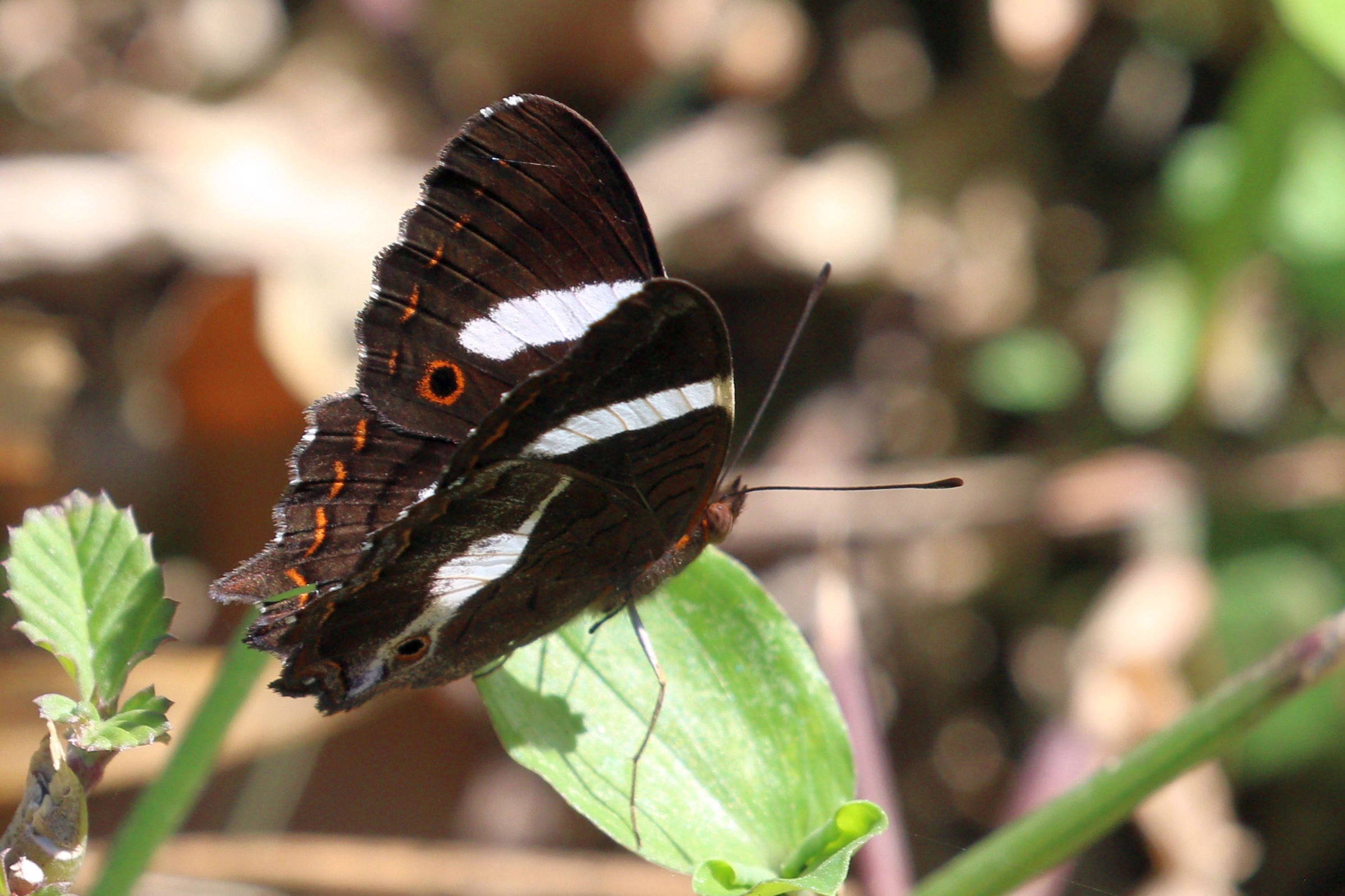
Flügelunterseite

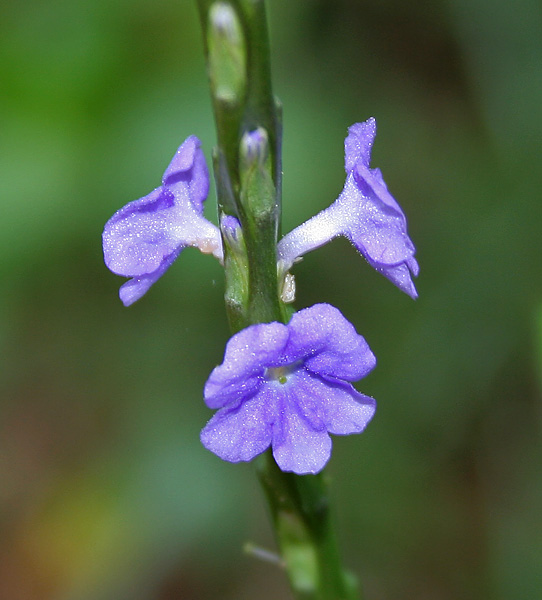
Stachytarpheta jamaicensis
Eine Nahrungsblüte der Falter

Anartia chrysopelea ist ein endemisch auf Kuba vorkommender Schmetterling (Tagfalter) aus der Familie der Edelfalter (Nymphalidae).

## Beschreibung

### Falter
Die Flügelspannweite der Falter beträgt 46 bis 62 Millimeter. Die Grundfarbe der Flügel ist schwarzbraun bis schwarz. Männchen und Weibchen unterscheiden sich zeichnungsmäßig nicht. Auf der Vorder- und Hinterflügeloberseite heben sich breite weiße bindenähnliche Zeichnungen ab, die am Innenrand jeweils von einem orangefarbigen, schwarz gekernten Augenfleck begrenzt werden. Entlang des Saums verlaufen orangefarbige sichelförmige Fleckenreihen. Sämtliche Flügelunterseiten zeigen ähnliche Zeichnungselemente wie die Oberseiten. Schwänzchen am Analwinkel der Hinterflügel sind kurz und spitz.

### Raupe, Puppe
Ausgewachsene Raupen sind schwärzlich und weisen am Körper undeutliche helle Linien und Punkte auf. Die Segmenteinschnitte sind weißlich bis hellgrau. Jedes Körpersegment ist mit stark verzweigten schwarzen oder braunen Dornen versehen. Am Kopf befinden sich zwei kurze, dünne, gerade Hörner. Die Puppe hat eine grüne Farbe und ist als Stürzpuppe ausgebildet.

### Ähnliche Arten
Anartia lytea ist etwas größer als Anartia chrysopelea, mit brauner Grundfarbe und weniger deutlichen Markierungen versehen und unterscheidet sich außerdem durch die sehr schmale weiße Binde auf der Hinterflügelunterseite. Die Art ist auf Hispaniola verbreitet und nur selten auf Kuba zu finden.

## Verbreitung und Vorkommen
Anartia chrysopelea kommt endemisch auf Kuba vor. Einzelfunde zugeflogener Exemplare wurden aus dem Süden Floridas gemeldet, die dort jedoch nicht heimisch sind und sich nicht fortpflanzen. Die Art besiedelt bevorzugt Gras- und Strauchlandschaften.

## Lebensweise
Die Falter fliegen gerne im Sonnenschein und besuchen zur Nahrungsaufnahme verschiedene Blüten. So saugen sie Nektar beispielsweise an Zweizähnen (Bidens), Stachytarpheta jamaicensis, Chromolaena odorata oder Ixora-Blüten. Die Raupen leben an Süßkräutern (Phyla). Details zur Lebensweise der Art müssen noch erforscht werden.